# Camponotus sesquipedalis
Camponotus sesquipedalis är en myrart som beskrevs av Julius Roger 1863. Camponotus sesquipedalis ingår i släktet hästmyror, och familjen myror. Inga underarter finns listade.